# جيمي باترسون
جيمي باترسون (بالإنجليزية: Jamie Paterson)‏ هو لاعب كرة قدم ومدرب كرة قدم بريطاني في مركز الوسط، ولد في 26 أبريل 1973 في دامفريس ‏ في المملكة المتحدة. لعب مع سكونثورب يونايتد ونادي بارو ونادي دونكاستر روفرز ونادي فالكيرك ونادي هاليفاكس تاون.